# 가레스 베일
가레스 프랭크 베일(영어: Gareth Frank Bale, 1989년 7월 16일 ~ )은 웨일스의 은퇴한 축구 선수로, 현역 시절 포지션은 윙어였다. 강력한 왼발 프리킥, 그리고 어마어마한 속도로 수비수를 제칠 수 있는 능력으로 알려져 있는 베일은 동료들로부터 찬사를 받았는데, 그들은 베일을 "엄청난 속도, 훌륭한 크로스 능력, 강력한 왼발, 그리고 엄청난 체력"을 소유한 축구 선수로 묘사한다.
그는 사우샘프턴에서 왼쪽 풀백로 첫 선을 보여 전매 특허 프리킥 능력으로 찬사를 받았었다. 베일은 2007년에 £7M의 가격으로 토트넘 홋스퍼에 합류했다. 토트넘 시절, 감독과 전술적 변화의 영향으로, 그는 더 전방으로 배치되었다. 해리 레드냅 감독 하에 보낸 2009-10 시즌, 베일은 선수단의 주축이 되었고, UEFA 챔피언스리그 2010-11에서의 활약으로 국제적 관심을 받기 시작했다. 베일은 2011년과 2013년에 PFA 선수 선정 올해의 선수로 선정되었고, UEFA 올해의 팀 일원으로도 꼽혔다. 그는 2013년에 PFA 올해의 신인 선수와 FWA 올해의 선수로도 선정되었다.
2013년 9월 1일, 베일은 레알 마드리드에 비공개 이적료로 둥지를 옮겼다. 당시 언론의 보고에 따르면 이적료가 €91M과 €100M 사이인 것으로 추정했다. 2016년 1월, 이적 문서의 내용이 유출되었는데, 당시 축구 역대 최고 이적료인 €100.8M인 것으로 확인되었고, 종전에 크리스티아누 호날두가 2009년에 기록한 €94M (£80M)의 기록을 경신했다. 베일은 레알 마드리드 첫 시즌에 주축 선수로 활약해, 구단의 코파 델 레이와 UEFA 챔피언스리그 우승을 맛보았으며, 두 번의 결승전에서 모두 골을 기록했다. 그 다음 시즌, 그는 UEFA 슈퍼컵 우승컵을 획득했으며, FIFA 클럽 월드컵의 결승전에서 세 번째 주요 대회 결승전 골을 기록해 우승을 도왔다. 2년 후, 그는 2015-16 시즌 UEFA 챔피언스리그 우승에 또다시 중요한 역할을 맡았으며, UEFA 올해의 팀 일원으로도 선정되었다. 2016년, ESPN은 세계 최고의 인지 있는 운동 선수 목록에서 베일을 12번째에 올려놓았다.
베일은 2006년 5월에 웨일스 성인 국가대표로 처음 차출되었는데, 그는 국가대표팀 역사상 최연소 차출 선수였다. 그는 이후로 60번이 넘는 국가대표팀 경기에 참가해 29골을 넣어 이언 러시를 넘어 웨일스 국가대표팀 역사상 가장 많은 득점을 올린 선수이다. 그는 웨일스가 UEFA 유로 2016 본선을 밟는 상황에 웨일스의 최다 득점 선수로, 7골을 기록했다. 그는 대회 본선에서 조국을 대표로 출전해 준결승전까지 올라갔다.

## 유스팀 경력
베일은 웨일스의 카디프 출신으로, 학교 관리인 프랭크와 운용 관리자 데비의 아들이다. 그는 위트처치에 있는 에글뤼스 뉴이드 초등학교를 졸업했다. 그는 전 카디프 시티의 축구 선수 크리스 파이크의 조카이기도 하다. 그는 이 학교를 다니던 도중, 9세의 나이에 처음 속했던 구단인 카디프 시빌 서비스에서 6인 축구를 할 때 사우샘프턴의 관심을 받게 되었다. 유년 시절 그의 축구 우상은 같은 웨일스 국적의 맨체스터 유나이티드 선수인 라이언 긱스였다.
베일은 카디프의 위트처치 고등학교에 진학했다. 그는 예리한 선수로, 나중에 웨일스 럭비 유니언 주장을 맡는 샘 워버튼과 축구를 했고, 럭비, 하키도 했으며, 육상에서도 뛰어난 모습을 보였다. 14세 시절, 그의 말에 의하면 100미터 달리기에서 11.4초를 끊었다. 그는 축구에서 두각을 나타내면서, 그윈 모리스 체육 선생님은 베일이 축구할 때 엄격한 규정을 정했는데, 단 한번만 공을 차고, 왼발은 쓰지 않는 것이었다. 위트처치의 학창 시절에, 베일은 사우샘프턴의 위성 아카데미가 위치한 배스에서 훈련했는데, 사우샘프턴이 그의 신장을 고려해 그에게 장학금을 줄 수도 있었다는 생각을 처음에 하기도 했었다.

당시 16세에 불과했지만, 그는 학교의 U-18 축구단이 카디프 & 베일 시니어 컵을 우승하도록 도와주었다. 그는 2005년 여름에 체육에서 A를 받는 등 GCSE 성적을 받고 자퇴했다. 그는 학교에서의 마지막 해에 체육부로부터 체육계에 공헌한 것에 대해 상을 받았었다. 시상식에서 모리스 선생님은: 
"개러스는 성공에 대한 강한 결심을 지닌 학생이었고, 자신의 목표를 이루기 위한 성격과 능력을 지녔어요. 그는 가장 이타적인 학생이었고, 저는 그를 가르친 것이 영광이에요."

## 클럽 경력

### 사우샘프턴
2006년 4월 17일, 16세 275일의 나이로, 베일은 두번째로 어린 사우샘프턴 첫 출전 선수 (시오 월컷이 최연소였는데, 그는 첫 경기 당시 132일 더 어렸다.) 로 기록되었는데, 상대는 밀월로 성자들 (Saints) 이 2-0 승리를 거두었다. 8월 6일, 베일은 더비 카운티와의 경기에서 프리킥으로 첫 리그 골로 1-1 균형을 맞추었다. 프라이드 파크에서 열린 이 경기는 2-2로 끝났다.
그는 성모 마리아 경기장에서 열린 코번트리 시티와의 2006-07 시즌 2라운드 경기에서 프리킥으로 한 골을 추가했다. 베일은 웨스트 브로미치 앨비언과의 경기에서 프리킥으로 골대를 강타해 프리킥 전문가로서의 명성을 떨치기 시작했다. 2006년 12월 16일, 베일은 선덜랜드와의 경기에서 막판 동점골, 헐 시티 원정에서의 프리킥 골, 그리고 노리치 시티와의 홈경기에서 득점을 올려, 이 시즌에만 5골을 넣게 되었다.
2006년 12월, 그는 BBC 웨일스가 주관하며 올해의 체육 신인에게 수여하는 카윈 제임스 상을 받았고, 2007년 3월 4일에는 풋볼 리그 올해의 신인 선수로도 선정되었다. 이는 지역 언론이 프로 선수로 "놀라운" 첫 정규 시즌을 보냈다는 것을 뒷받침했는데, 그는 성자들의 "좌측 수비수로 기용되는 가장 창조적인 선수로"로 고려되었고, "수비력도 시즌이 지날 수록 개선되었다."는 평도 받았다.
사우샘프턴 소속으로 치른 마지막 경기는 2007년 5월 12일, 더비 카운티와의 풋볼 리그 챔피언십 플레이오프 준결승 1차전이었다. 베일은 후반에 부상을 당해 2차전에 나서지 못했다. 도합하여, 그는 사우샘프턴 소속으로 45경기에 뛰었고, 5골이나 넣었다.

### 토트넘 홋스퍼
2007년 5월 25일, 토트넘 홋스퍼는 베일을 영입하기 위해 £5M을 우선 지불하는 조건으로 4년 계약을 체결했고, 출전 기회와 성과에 따라 £10M까지 지불할 수도 있게 되었다. 그러나, 2008년, 사우샘프턴이 재정난을 극복하기 위해 사전에 £2M의 현금을 지불할 것을 요구하면서 베일의 최종 이적료는 £7M이 되었다.

#### 2007–2009

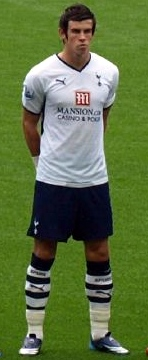
첼시와의 경기를 앞두고 주전 선수로 도열한 베일

베일은 2007년 7월 12일, 세인트 패트릭스 애슬레틱과의 친선전에서 토트넘 첫 경기를 펼쳤는데, 80분에 약간의 다리 마비 증상이 와 80분에 교체로 들어갔다. 그는 8월 26일 맨체스터 유나이티드와의 원정 경기에서 공식 데뷔전을 가졌다. 9월 1일, 두 번째 토트넘 출전 경기에서, 그는 소속 구단의 첫 골을 뽑아 풀럼전 3-3 무승부를 도왔다. 베일은 이후 아스널과의 북런던 더비 경기에서 프리킥으로 골을 넣었다. 그는 이후 미들스브러와의 리그 컵 홈경기에서 1골을 추가하여, 불과 18세의 나이에 4번의 선발로 나선 경기에서 3골을 넣었다.
2007년 12월 2일, 베일은 버밍엄 시티와의 리그전에서 파브리스 무암바의 태클을 당해 부상을 당하면서 교체로 들어갔다. 검사를 통해 베일은 오른쪽 발목의 인대가 파열된 것으로 밝혀졌고, 그는 오랜 기간 동안 휴식을 취해야 했다. 베일은 2007년 12월 11일에 탐색수술을 받았다. 2008년 2월, 베일이 시즌 잔여 기간 동안 동행하지 못할 것임이 밝혀졌다. 데이미언 코몰리 단장은 "비록 개러스의 발이 진단 결과에서 이상이 없었을 지라도, 부상을 반복하거나 상태를 더 악화시키지 않기 위해 그를 천천히 복귀시킬 것으로 결정을 내렸을 것이다. 개러스는 이렇게 오랜 기간 동안 부상으로 빠진 것에 실망할지도 모르지만, 그는 아직 젊고 우리는 장기적으로 나아갈 수 있게 최선을 다해 주어야 한다." 라고 말했다.
2008년 4월, 베일은 4년짜리 새 계약서에 서명했다. 여러 차례 형편 없는 활약을 펼친 후, 베일은 브누아 아수-에코토와의 경쟁에 밀렸고, 시즌 잔여 기간 동안 후보 선수로 전락해 있었다.

#### 2009–10 시즌
2009년 6월, 베일은 무릎 부상으로 또다시 수술을 받게 되었고, 두 달 넘게 쉬었다. 그는 시즌 전 경기에 불참했으며, 2009-10 시즌의 처음 몇 주 간의 경기에 출전하지 못 할 것으로 밝혀졌다. 9월 26일, 그는 토트넘이 5-0으로 이긴 번리와의 경기에서 85분에 교체로 들어가 복귀전을 펼쳤다. 이 경기에서 베일이 24번의 리그 경기만에 소속 구단의 승리에 공헌했는데, 그 동안 토트넘은 오랜 기간 동안 이기지 못했었다. 하지만 브누아 아수-에코토가 여전히 건재했기에, 선발 선수가 되는데 고전했다. 아수-에코토가 부상으로 빠지게 되자 해리 레드냅 감독은 베일에게 기회를 주었고, 그는 피터버러 유나이티드와의 FA컵 3라운드 경기에서 인상적인 활약을 벌여 4-0 승리에 공헌하면서 응수했다. 그는 2010년 1월 26일, 2-0으로 이긴 런던의 경쟁 구단인 풀럼과의 경기에서 마침내 리그전에서 선발로 출전해 첫 승리를 맛보았다.
베일은 인상적인 활약을 계속해 나가며 풀럼과의 FA컵 6라운드 재경기에서 3-1 승리를 견인해 이 단계의 최우수 선수로 선정되었다. 2010년 4월, 베일은 2-1로 이긴 아스널과의 북런던 더비 경기에서 결승골을 넣었는데, 저메인 디포의 패스를 받은 그는 마누엘 알무니아를 넘겨 골망을 흔들었다. 사흘 후, 베일은 자신의 약한 발인 오른발을 사용해 리그 선두이자 나중에 우승을 차지하는 첼시를 상대로 골을 넣어 2-1 승리를 돕고 경기 최우수 선수로 선정되었다. 2010년 4월, 그는 프리미어리그 이달의 선수상을 받았다. 2010년 5월 7일, 그는 소속 구단의 UEFA 챔피언스리그 진출에 대한 보상으로 새 계약서를 받아 화이트 하트 레인에 4년 더 머물게 되었다.

#### 2010–11 시즌

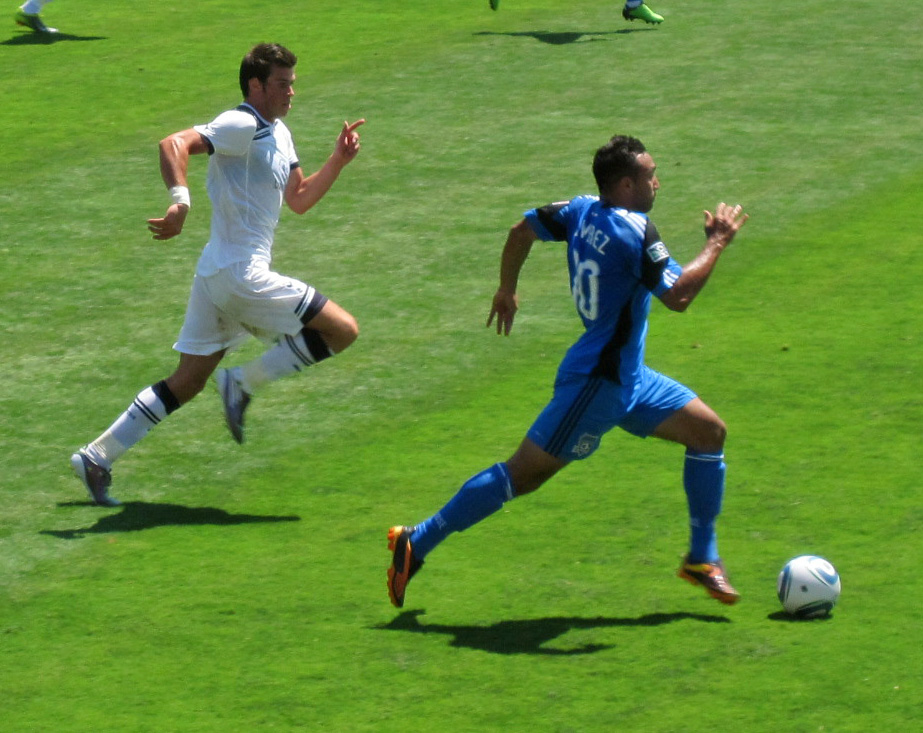
2010년 7월, 산 호세, 캘리포니아 주에서 벌어진 친선경기에서 산 호세 어스퀘이크스의 아르투로 알바레스를 추적하는 베일.

8월 21일, 베일은 2-1로 이긴 스토크 시티전에서 두 골을 넣었는데, 두 번째 골은 공이 지면에 닿기 전에 머리를 넘겨 높이 차 넣은 골로, 상단 오른쪽 골망에 꽂혔다. 그는 이 골로 나중에 BBC에 의해 이 달의 골로 선정되었다. 8월 25일, 베일은 화이트 하트 레인에서 벌어진 영 보이스와의 플레이오프전에서 4골을 모두 도와 4-0 (합계 6-3) 승리의 주역이 되었다. 아수-에코토가 이미 부상에서 회복했지만, 베일은 좋은 몸상태를 유지해 자신을 주전으로서의 지위를 확고이 한 뒤, 더 앞의 좌측 미드필더로 배치되어 아수-에코토가 좌측 수비수로 공존할 수 있게 했다. 2010년 9월 29일, 네덜란드 리그를 우승한 트벤터와의 조별 리그 2차전에서 첫 UEFA 챔피언스리그 득점을 기록했고, 토트넘은 안방에서 4-1 승리를 챙겼다. 이에 대하여, 그는 웨일스 축구 협회에 의해 웨일스 올해의 축구 선수로 선정되었다.
2010년 10월 20일, 베일은 전 시즌 유럽 정상에 올랐던 인테르나치오날레와의 UEFA 챔피언스리그 주세페 메아차 원정 경기에서 첫 성인 무대 해트트릭을 기록했다. 토트넘은 처음 35분동안 0-4로 밀리고 8분에 에우렐류 고메스가 인테르나치오날레의 조나탕 비아비아니에게 고의적 반칙을 범해 퇴장당하면서 80분 넘게 10명으로 수적 열세에 처했지만, 3-4까지 따라잡았었다. 11월 2일에 화이트 하트 레인에서 재회했을 때, 베일은 최우수 선수로서의 활약을 펼쳐, 피터 크라우치와 로만 파블류첸코의 골을 도와 토트넘의 잊을 수 없는 3-1 승리에 일조했다.
12월, 베일은 BBC 웨일스 올해의 스포츠인으로 선정되었다. 2010년 11월 4일, 베일은 타 구단들의 관심을 받았지만, 구단과 근래에 4년 계약을 체결한 것으로 토트넘에 당연히 남을 의사를 밝혔고, 2011년 3월 19일에는 계약 기간을 2015년까지 늘렸다. 2011년 4월 17일, 베일은 동료들이 선사한 표로 PFA 선수 선정 올해의 선수에 선정되었다.

#### 2011–12 시즌
2011년 9월 24일, 베일은 위건 애슬레틱과의 원정 경기에서 시즌 첫 골을 기록했다. 경기는 토트넘의 2-1 승리로 끝났다. 그는 10월 30일, 퀸스 파크 레인저스와의 경기에서 시즌 2호, 3호골을 추가해 홈에서 3-1 승리를 견인했다. 그는 좋은 기량을 유지해 풀럼과의 다음 경기에서도 선제골을 뽑아 3-1 승리에 일조했으며, 같은 경기에서 에런 레넌의 전반전 2-0 추가골도 도왔다. 풀럼전 선제골은 "미심쩍은 득점 위원회"에 의해 크리스 베어드의 자책골로 정정되었다.

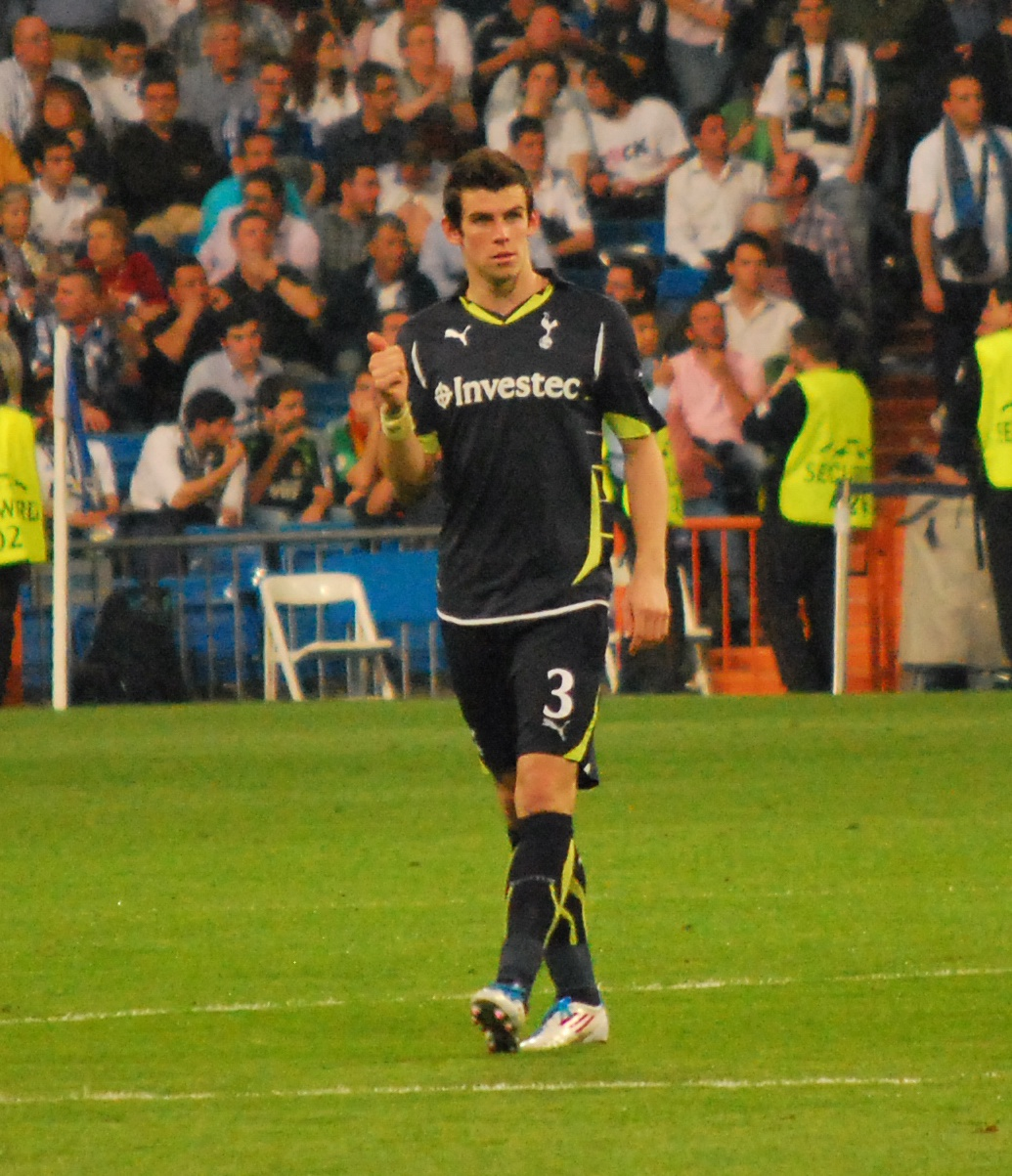
2011년, 토트넘에서 활약하는 베일

2011년 12월 3일, 베일은 볼턴 원더러스와의 경기에서 선제골을 넣어 3-0 승리에 공헌했다. 그는 득점을 자축하면서 왼발을 들어올려 볼턴 팬들 앞에서 게리 스피드를 추모했는데, 그의 축구화에는 "게리 스피드의 명복을 빕니다"라고 박음질 되어 있었다. 12월 27일, 베일은 노리치 시티전에서 홀로 두 골을 넣어 2-0 승리의 주역이 되었다. 2012년 1월 5일, 베일은 2011년 UEFA 올해의 팀 일원으로 선정되었다. 1월 31일, 그는 위건을 상대로 3번째 2골을 기록해 이 시즌에 득점한 횟수를 10골로 늘렸다. 2012년 1월, 그는 3골 2도움의 맹활약을 펼친 후 통산 2번째 프리미어리그 이달의 선수상을 받았다.
2012년 6월 27일, 베일은 4년짜리 새 계약서에 서명해 2016년까지 구단에 남게 되었다.

#### 2012–13 시즌
2012-13 시즌, 베일은 자신의 등번호를 3번에서 11번으로 바꾸었는데, 그는 "더 이상 좌측 수비수가 아니다"라는 이유로 구단에 "더 큰 수의 등번호"를 요청한 데에서 나왔다. 베일은 3-1로 이긴 레딩 원정 경기에서 시즌 첫 골을 넣었다. 9월 29일, 베일은 3-2로 이긴 맨체스터 유나이티드와의 원정 경기에서 토트넘의 두 번째 골을 기록했는데, 이로써 1989년 이래 처음으로 올드 트래퍼드 원정 경기를 승리로 장식했다.
그는 박싱 데이 첫 경기인 애스턴 빌라와의 원정 경기에서 첫 프리미어리그 해트트릭을 달성했다. 베일은 이후 코번트리 시티와의 FA컵 3라운드 경기에서도 득점을 올리고 클린트 뎀프시의 두 골을 도와 3-0 승리에 일조했다. 1월 30일, 베일은 개인기를 이용해 노리치 시티를 상대로 골을 넣어 1-1 무승부를 이끌었다. 베일은 웨스트 브로미치 앨비언과의 원정 경기에서 1-0 결승골을 뽑았다. 베일은 이후 토트넘이 2-1로 이긴 뉴캐슬 유나이티드와의 경기에서 두 골을 추가해 이 시즌에만 15골을 득점하게 되었고, 토트넘은 리그 3위에 올라 UEFA 챔피언스리그 진출 가능성을 높였다.
베일은 그 다음 경기에서 두 차례의 프리킥으로 득점했는데, 한 번은 전반 종료 직전에 32미터 지점에서, 또 다른 한번은 22미터 지점에서 추가 시간 막판에 넣어 토트넘이 리옹과의 UEFA 유로파리그 32강 1차전에서 2-1로 이길 수 있게 했다. 이 골로 베일은 10번의 경기에서 10골을 넣은 것이 되었다. 2월 25일, 웨스트 햄과의 프리미어리그 경기에서, 베일은 토트넘의 첫 골과 세 번째 골을 뽑아 3-2 승리를 견인했다. 그는 27미터의 먼 거리에서 막판에 결승골을 뽑아 세계구급의 활약을 펼쳤다는 찬사를 받았다. 이 골은 6경기 안에 터진 8번째 골이었다.
2013년 3월 3일, 베일은 토트넘이 2-1로 이긴 아스널과의 북런던 더비 경기에서 득점을 기록했다. 3월 7일, 토트넘은 UEFA 유로파리그에서 인테르나치오날레를 상대했고, 베일이 토트넘의 선제골을 넣는 것을 시작으로 3-0 대승을 거두었다. 베일은 2013년 초반에 맹활약을 이어나가 2월 프리미어리그 이달의 선수상을 받은 것은 물론, BBC로부터 이 달의 골 1월과 2월에 모두 득점자로도 선정되었는데, 그는 각각 노리치 시티전과 웨스트 햄 유나이티드전에서의 득점으로 선정되었다. 4월 4일, 베일은 바젤과의 UEFA 유로파리그 8강전에서 오른쪽 발목 부상을 당했다. 부상에서 돌아온 베일은 맨체스터 시티와의 홈경기에서 자신의 득점과 클린트 뎀프시의 골을 돕는 도움을 기록했다.
2013년 4월 28일, 베일은 2012-13 시즌에 선보인 맹활약으로 PFA 선수 선정 올해의 선수와 최우수 신인 선수로 모두 선정되었다. 한 주 후인 2013년 5월 2일, 그는 FWA (축구 기자 협회) 올해의 선수로도 선정되었는데, 그에 따라 베일은 같은 시즌에 세 상을 모두 딴 두 명의 선수들 중 한 명이 되었고, 다른 한 명은 2007년에 달성한 크리스티아누 호날두였다. 베일은 5월 4일, 친정 구단 사우샘프턴을 상대로 득점했다. 이 골로 토트넘은 1-0 승리를 거두는 것은 물론 자신이 토트넘 소속으로 치른 200번째 프리미어리그 경기에서 20번째 골을 넣었다. 5월 19일, 베일은 22미터 지점에서 90분에 득점을 기록했다. 이 골로 토트넘은 선덜랜드를 1-0으로 격파했지만, 그 다음 시즌 UEFA 챔피언스리그에 나가기에는 역부족이었다.

### 레알 마드리드

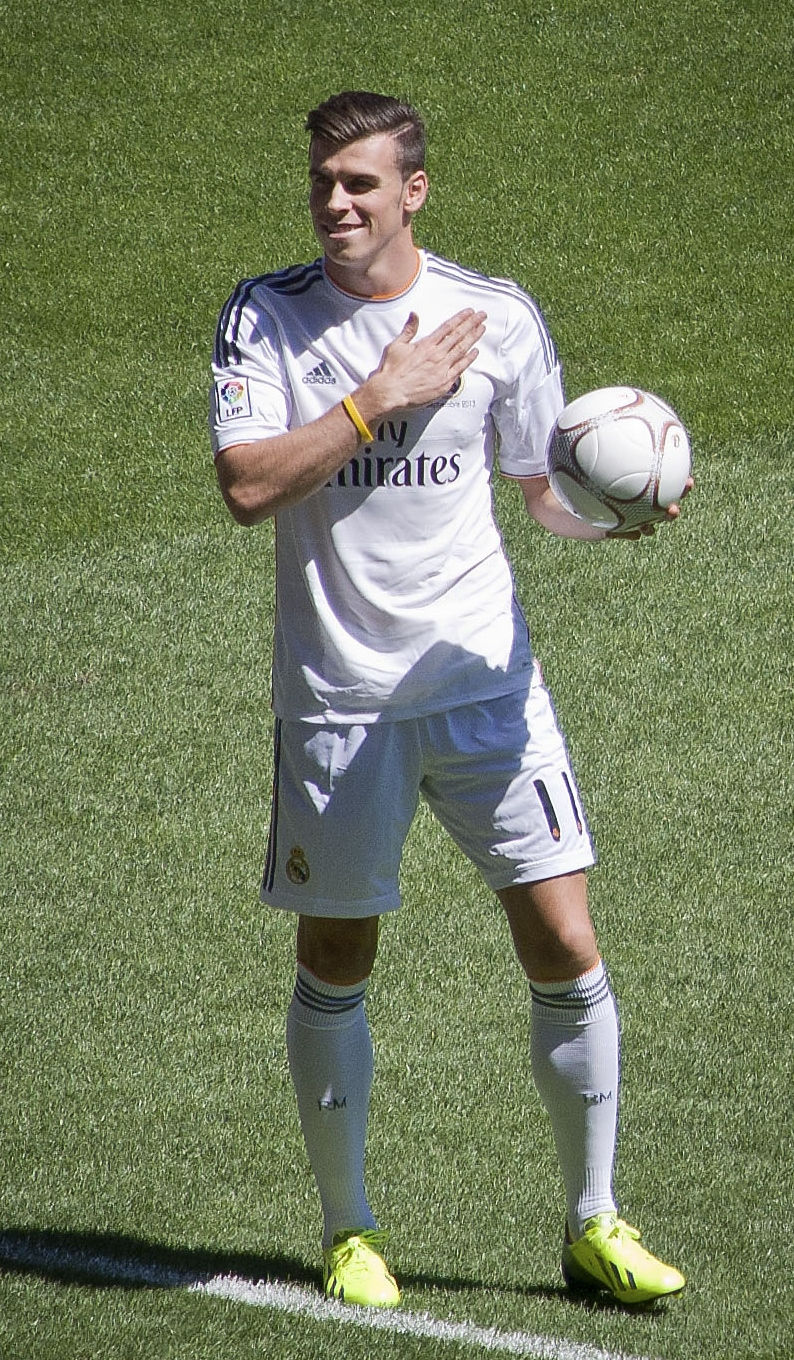
2013년 9월, 레알 마드리드 입단식의 베일

2013년 9월 1일, 스페인의 레알 마드리드는 베일의 이적에 합의를 보았다고 발표했고, 비공개 이적료에 6년 계약을 체결했다. 스페인 언론 (과 레알 마드리드 TV) 은 베일의 이적료가 €91M (£77M) 인 것으로 보도했지만, 영국 언론은 €100M (£85.3M) 으로, 종전에 크리스티아누 호날두가 세운 €94M (£80M) 을 넘는 역대 최고 이적료를 경신한 것으로 보도했다. 그러나, 2016년 1월에 이적 관련 문서의 내용이 유출되었는데, 이를 통해 역대 최고 이적료인 100.8M (£85.1M) 인 것으로 확인되었다. 베일의 기록은 2016년 8월, 폴 포그바가 €105M (£89.2M) 에 이적한 것으로 경신되었다. 베일은 마드리드에서도 등번호 11번을 사용하게 되었다.

#### 2013–14 시즌
베일의 첫 시즌의 16경기 동안 전반기는 잦은 부상으로 보냈다. 베일은 5경기에 결장했고, 6번의 다른 경기에는 교체로 나가거나 들어갔고, 90분을 모두 뛴 경기는 5번에 불과했다. 베일은 마드리드에서의 첫 경기인 비야레알전에서 38분에 첫 골을 기록한 후 앙헬 디 마리아와 교체되어 나갔다. 베일이 출전한 두 번째 경기는 6-1 대승을 거둔 갈라타사라이와의 UEFA 챔피언스리그 경기였다. 그의 출전 시간은 막판 26분에 그쳤지만, 그의 프리킥은 크리스티아누 호날두의 이 경기 개인 2호골로 이어졌다. 2013년 9월 28일, 베일은 0-1로 패한 이웃의 경쟁 구단 아틀레티코 마드리드와의 경기에서 후반에 교체로 들어가 홈 데뷔전을 치렀지만 0-1로 졌다.
시즌 전에 부상 당했던 허벅지의 부상이 재발하면서, 베일은 쾨벤하운과 레반테와의 10월 처음 두 경기에 모두 출전하지 못했다. 카를로 안첼로티 마드리드 감독은 그를 서서힌 현장에 복귀시켰는데, 그는 10월 19일 말라가전에서 14분 출전했다. 그는 추가 시간에 페널티킥을 얻었고, 호날두가 이를 성공시켜 마드리드가 2-0으로 이겼다. 유벤투스와의 UEFA 챔피언스리그 경기에 짧게 나선 후, 베일은 10월 26일에 자신의 첫 고전 더비 경기를 치렀지만, 61분에 교체되어 나갔다. 바르셀로나가 이 경기를 2-1로 이겼고, 베일의 활약은 질타의 대상이 되었다. 나흘 후, 그는 7-3으로 이긴 세비야와의 경기에서 두 골을 넣고 두 골을 도왔다. 인상적인 활약을 펼친 후, 스페인 언론은 베일에게 "대포"라는 별명을 붙였다.

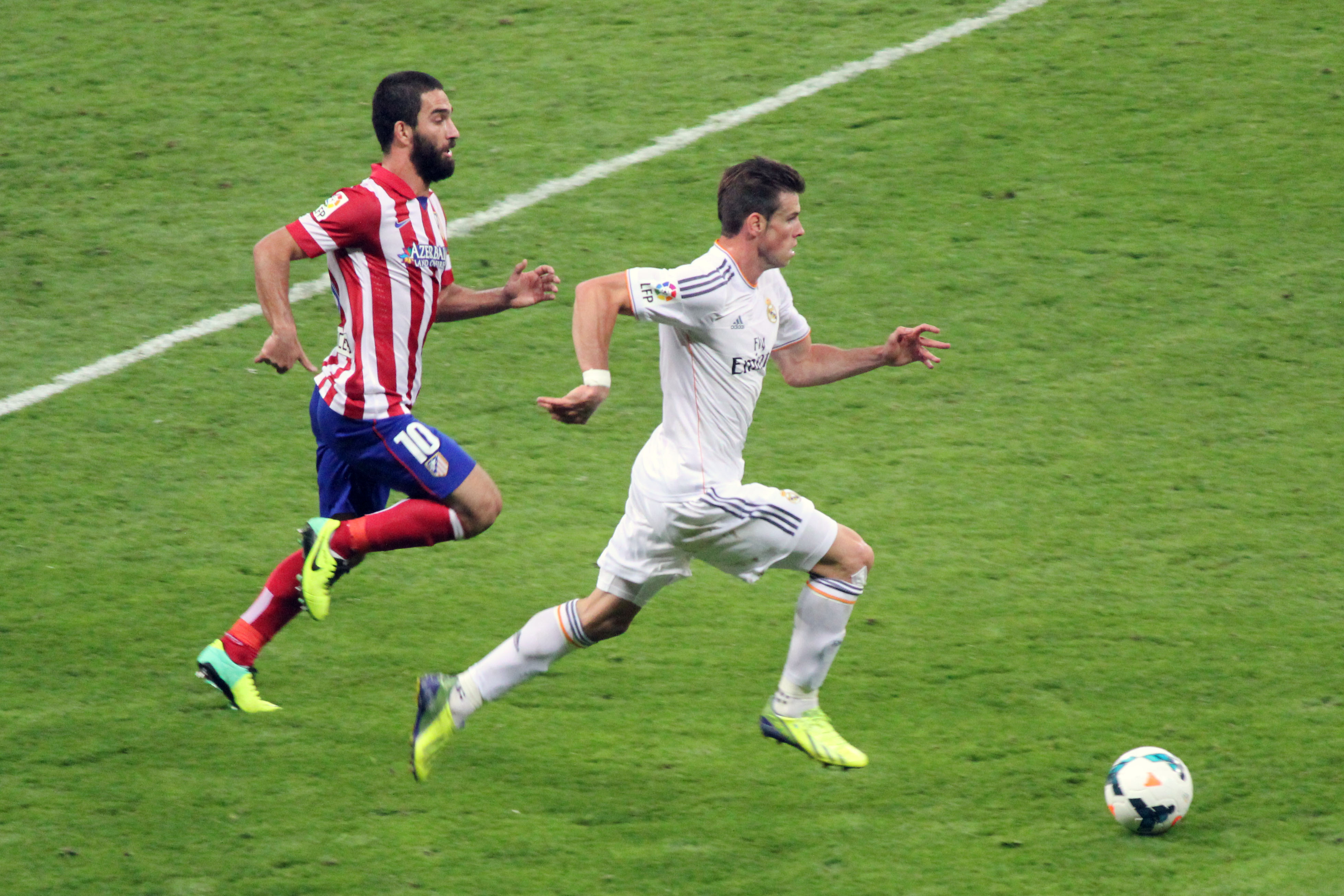
2013년 9월, 아틀레티코 마드리드의 아르다 투란 (왼쪽) 에게 쫓기는 베일.

11월, 그는 라요 바예카노전에서 2골을 추가해 마드리드의 3-2 승리에 일조했고, 2-2로 비긴 유벤투스와의 UEFA 챔피언스리그 경기에서도 골을 넣었다. 11월 9일, 5-1로 이긴 레알 소시에다드전에서는 사미 케디라의 골을 도왔다. 11월 23일, 베일은 알메리아와 마드리드 소속으로 8번째 경기를 펼쳐 자신의 리그 4호골을 기록했고, 경기는 5-0으로 이겼다. 그는 갈라타사라이와의 UEFA 챔피언스리그 경기에서 숫적 열세에 몰린 와중에 강력한 프리킥으로 득점해 4-1 승리에 일조했다. 11월 30일, 베일은 4-0으로 이긴 레알 바야돌리드전에서 레알 마드리드에서의 첫 해트트릭을 기록하고 카림 벤제마의 골을 도와 11월달을 마무리했다. 이는 완전한 해트트릭이고 했는데, 한 골을 머리로, 나머지 두 골을 양쪽 다리로 한 번씩 넣었다.
2014년 2월 26일, 그는 샬케 04와의 UEFA 챔피언스리그 16강 1차전에서 두 골을 넣어 레알 마드리드의 6-1 대승에 일조했다. 그는 4월 2일, 3-0으로 이긴 도르트문트와의 8강전에서도 마드리드의 세 골 중 한골을 넣어, 이 시즌에만 UEFA 챔피언스리그 5골을 기록했다. 라 리가에서는 31차전과 33차전 사이의 3경기에서 4골을 넣었고, 이 과정에서 라요 바예카노를 5-0, 레알 소시에다드를 4-0, 그리고 알메리아에게 4-0 승리를 거두었다.
"이 정도의 경기 막판에 선수가 그렇게 질주하는 것은 보기 어려운 일입니다."
4월 16일, 베일은 숙적 바르셀로나와의 2014 코파 델 레이 결승전에서 경기 종료 5분을 남겨 놓고 레알 마드리드의 결승골을 넣었다. 그의 역대 최고의 골 중 하나로 평가되며, 베일은 중앙선에서부터 바르셀로나 수비수 마르크 바르트라를 제치고 질주했고, (베일은 경기장 한 쪽에서 달리기 시작했다.) 호세 마누엘 핀토 골키퍼를 너머 골문을 열었다. 경기 후 인터뷰에서 베일은 "저는 선수 너머로 경기장을 가로질러 일을 냈습니다." 라고 말했다. 한편 레알 마드리드 동료인 샤비 알론소는 "놀라웠어요, 저는 그런 것은 본 적이 없습니다." 라고 평했다. 이 골은 베일의 시즌 20호골이자, 고전 더비 경기에서 기록한 첫 골이었다.
5월 24일, 베일은 110분에 이웃한 시내의 숙적인 아틀레티코 마드리드와의 2014 UEFA 챔피언스리그 결승전에서 연장전에 레알 마드리드가 2-1로 앞서나가는 골을 넣었고, 하얀 군단 (Los Blancos)는 10번째 유러피언컵 우승을 거두었다. 이 골로 베일은 유러피언컵 / 챔피언스리그 결승전에서 골을 기록한 최초의 웨일스인 (이전에 리버풀의 이언 러시가 1984 유러피언컵 결승전에서 승부차기 주자로 나서 자신의 슛을 성공시켰었다.)으로 기록되었다. 베일은 모든 대회를 통틀어 첫 시즌에 22골 16도움을 기록했다. 베일, 벤제마, 그리고 크리스티아누로 구성된 레알 마드리드의 공격 삼각 편대는 BBC로 불렸고, 이들은 97골을 합작했다.

#### 2014–15 시즌

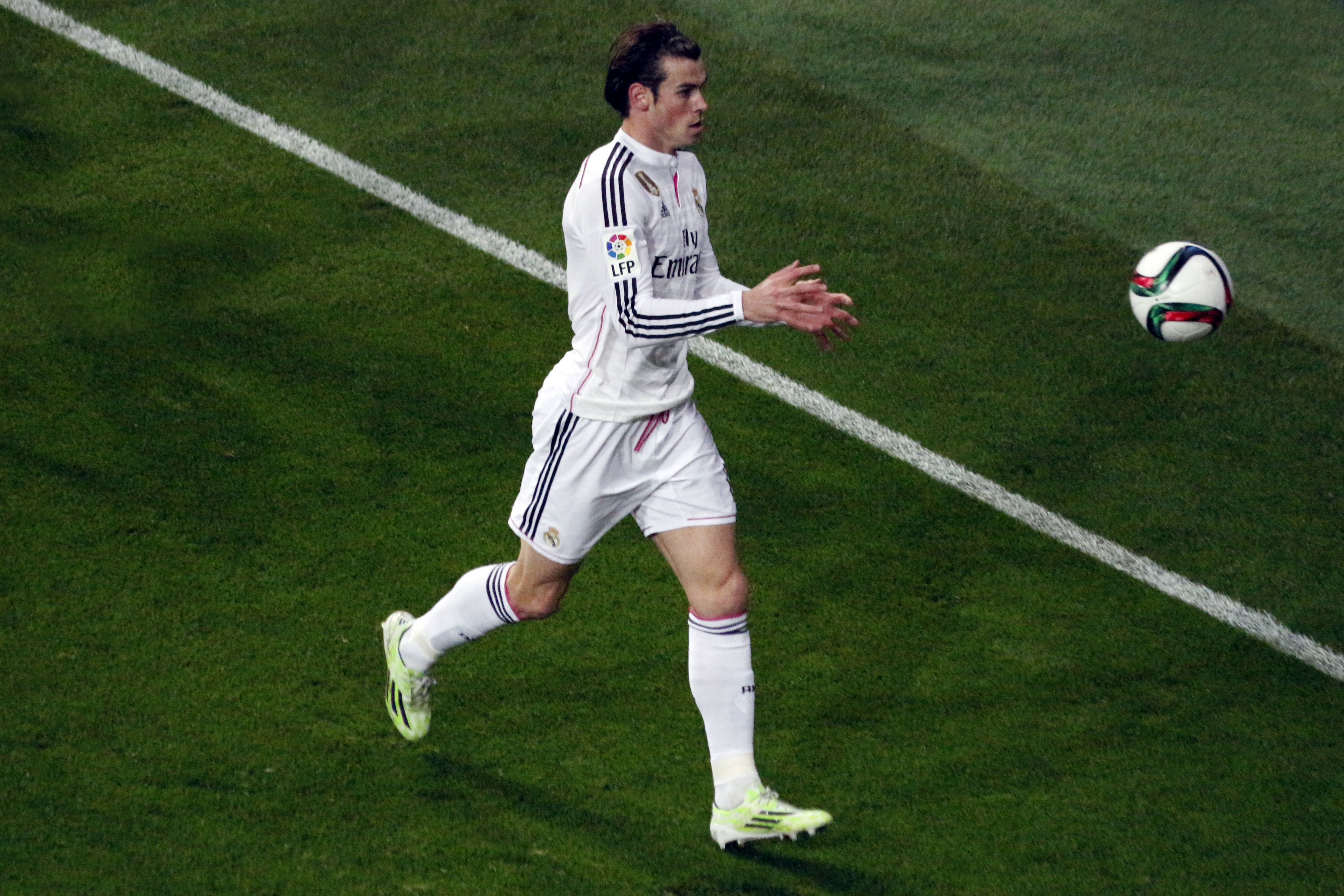
2015년, 레알 마드리드의 베일.

2014-15 시즌, 베일의 기량이 현저하게 떨어졌지만, 훌륭하게 시작했는데, 카디프 시 경기장에서 열린 세비야와의 UEFA 슈퍼컵 2014 경기에서 90분을 뛰며 호날두의 선제골을 도와 2-0 승리에 일조했다. 이는 베일이 레알 마드리드 선수로 획득한 3번째 우승컵이었다. 경기 후, 그의 활약상은 호날두가 "놀라웠다" 라고 평하기도 했다. 엿새 후, 베일은 2-4로 패한 레알 소시에다드 원정 경기에서 시즌 1호골을 기록했다. 2014년 9월 20일, 마드리드가 8-2 대승을 거둔 데포르티보전에서 2골을 추가했다.
2014년 12월, 베일은 주요 대회 결승전에서 세 번째 득점을 올렸는데, 산 로렌소와의 경기에서 추가골을 넣어, 구단이 2-0으로 이기고 FIFA 클럽 월드컵을 우승할 수 있게 했다. 2015년 1월 10일, 에스파뇰과의 경기에서, 베일은 호날두에게 공을 넘기지 않고 공을 쏜 것을 목격하고는 오만하다고 판단한 일부 마드리드의 팬들로부터 야유를 받았다. 이 사태에서 베일을 변호한 사람은 카를로 안첼로티 감독이었다. 4월 18일, 베일은 말라가전에서 종아리 부상을 당했다.

#### 2015–16 시즌
2015년 9월, 베일은 레알 베티스전에서 2골을 넣어 마드리드의 승리를 도왔다. 그는 이 경기에서 두 골을 추가해 베일, 벤제마, 그리고 크리스티아누 호날두가 합작한 골 수를 2013년에 협력하기 시작한 이래 200골로 늘렸다.
2015년 12월 20일, 그는 10-2로 이긴 라요 바예카노전에서 4골을 기록했다. 2016년 1월 9일, 베일은 지네딘 지단이 하얀 군단의 지휘봉을 잡은 첫 경기에서 데포르티보와의 경기에서 시즌 2호 해트트릭을 달성해 5-0 대승을 견인했다. 1월 19일, 스포르팅 히혼과의 홈 경기에서 선제골을 넣어 5-1 리그전 승리에 일조했지만, 종아리 부상으로 이후 경기에 빠지게 되었고, 3월 5일, 7-1로 이긴 셀타 비고와의 홈경기에서 교체로 들어가 복귀전을 펼쳤고, 소속 구단의 7번째 득점을 올렸다.
2016년 3월 20일, 베일은 4-0으로 이긴 세비야전에서 라 리가 통산 43호골을 넣어 게리 리네커를 제치고 영국의 라 리가 최다 득점 선수가 되었다. 4월 23일, 베일은 라요 바예카노와의 경기에서 0-2로 밀리는 와중에 2골을 넣어 3-2 역전승을 거두는데 중요한 역할을 맡았다. 베일은 UEFA 챔피언스리그 2015-16을 우승하는 과정에서 주역으로 활약했다. 그는 아틀레티코 마드리드와의 결승전에서 라모스의 유일한 정규 시간 득점을 기록한 뒤, 승부차기 주자로 나와 골망을 흔들어 우승에 공헌했다.

#### 2016–17 시즌
2016년 10월 30일, 베일은 마드리드와 2022년까지 유효한 연장 계약을 체결했다.
하지만 2016년 11월 22일에 펼쳐진 UEFA 챔피언스리그 조별리그 5라운드 스포르팅 CP 원정에서 심각한 발목 부상을 입어 3개월 동안 결장하고 만다.
이후 2월 18일 프리메라리가 23라운드 에스파뇰전에서 부상 복귀전을 치뤘고, 역습찬스에서 상대의 오른쪽 측면을 붕괴시키며 파포스트쪽으로 슈팅하여 복귀 골 기록에 성공했다. 베일의 리그 6호 골이었다. 이어서 24라운드 비야레알 원정에서는 공격진 중 가장 폼이 좋았으며, 1골을 추가하면서 3-2 역전승을 이루어냈다.
하지만 리그 25라운드 라스팔마스전에서 상대 선수 뒤에서 레그킥을 한 것도 모자라 그 선수가 항의하자 오히려 밀어내는 어이없는 행동을 보이면서 결국 퇴장당했다. 엎친 데 덮친 격으로 4월 12일 챔피언스리그 8강 1차전 바이에른 뮌헨 원정에서는 괜찮은 경기력을 보였으나, 부상으로 아웃되면서 4월 23일 리그 33라운드 엘클라시코에서 선발출전하여 복귀했는데 또 부상으로 전반전에 아웃되어 사실상 남은 경기를 거의 나오지 못했다.
그래도 베일의 고향인 카디프에서 펼쳐지는 2017 UEFA 챔피언스리그 결승전을 앞두고 부상에서 복귀하면서 선발 출전 가능성도 점쳐졌으나, 이스코가 선발출전하면서 베일은 77분이 되어서야 교체출전했다. 그래도 팀은 4-1 완승을 거두면서 유벤투스 FC를 꺾고 2시즌 연속 챔피언스리그 우승을 거두었다.

#### 2017–18 시즌
2017-18 시즌에서 베일의 골 기록은 리그, 컵 대회, 그리고 챔피언스리그에서 약간 향상되었다. 2017년 UEFA 슈퍼컵과 2017년 수페르코파 데 에스파냐에서 레알 마드리드의 우승에 기여했고, 2018년이 시작도 하기 전에 세 번째 우승컵을 거머쥐는 등 클럽의 2017년 FIFA 클럽 월드컵에서도 우승에 기여했다. 라 리가에서는 26경기 출전해 16골을 넣었지만 레알 마드리드는 우승컵을 되찾지 못해 리그 3위로 마감했다.
2017-18년 UEFA 챔피언스리그에서는 베일은 결승전에 앞서 한차례 골을 넣었다. 이 골은 조별 리그 상대인 독일의 축구 클럽 보루시아 도르트문트와의 경기에서 나왔다. 베일은 2018 UEFA 챔피언스리그 결승전에서 바이시클 킥과 중거리 슈팅 등으로 2골을 터뜨려 레알 마드리드 13번째 챔피언스리그 우승에 기여했다. 결승전에서 최초인 후보 선수로 2골을 넣었고 이 경기에서 맨 오브 더 매치로 선정되었다.

#### 2018–19 시즌
크리스티아누 호날두의 이적으로 BBC 라인이 해체되고 또한 레알 마드리드 감독이 지네딘 지단에서 훌렌 로페테기로 바뀐 상황에서 베일은 2018년 8월 헤타페와 지로나 전에서 골을 넣고 활약하며 8월 이달의 선수로 선정됐다.

#### 2019–20 시즌
2019년 7월 지네딘 지단 감독에 따르면 베일은 레알 마드리드에 떠나는 것에 매우 가까웠지만 구단에서 장쑤 쑤닝의 오퍼를 거절해 팀에 남았다.

### 토트넘 홋스퍼 복귀
2020년 9월 19일 (현지 시각) 토트넘 홋스퍼를 떠난 지 7년 만에 임대로 복귀했다.

### 로스앤젤레스 FC
2022년 6월 27일, 로스앤젤레스 FC는 베일과 1년 계약을 맺었다고 발표했다. 추가로 1년 연장 옵션이 존재한다. 소속팀의 공식 발표에 앞서, 베일은 자신의 소셜 미디어를 통해 메이저 리그 사커에 합류할 것이라고 발표했다.
2023년 1월 9일, 2022 시즌과 2022년 FIFA 월드컵이 끝난 후, 현역 은퇴를 발표하였다.

## 국가대표팀 경력

### 웨일스

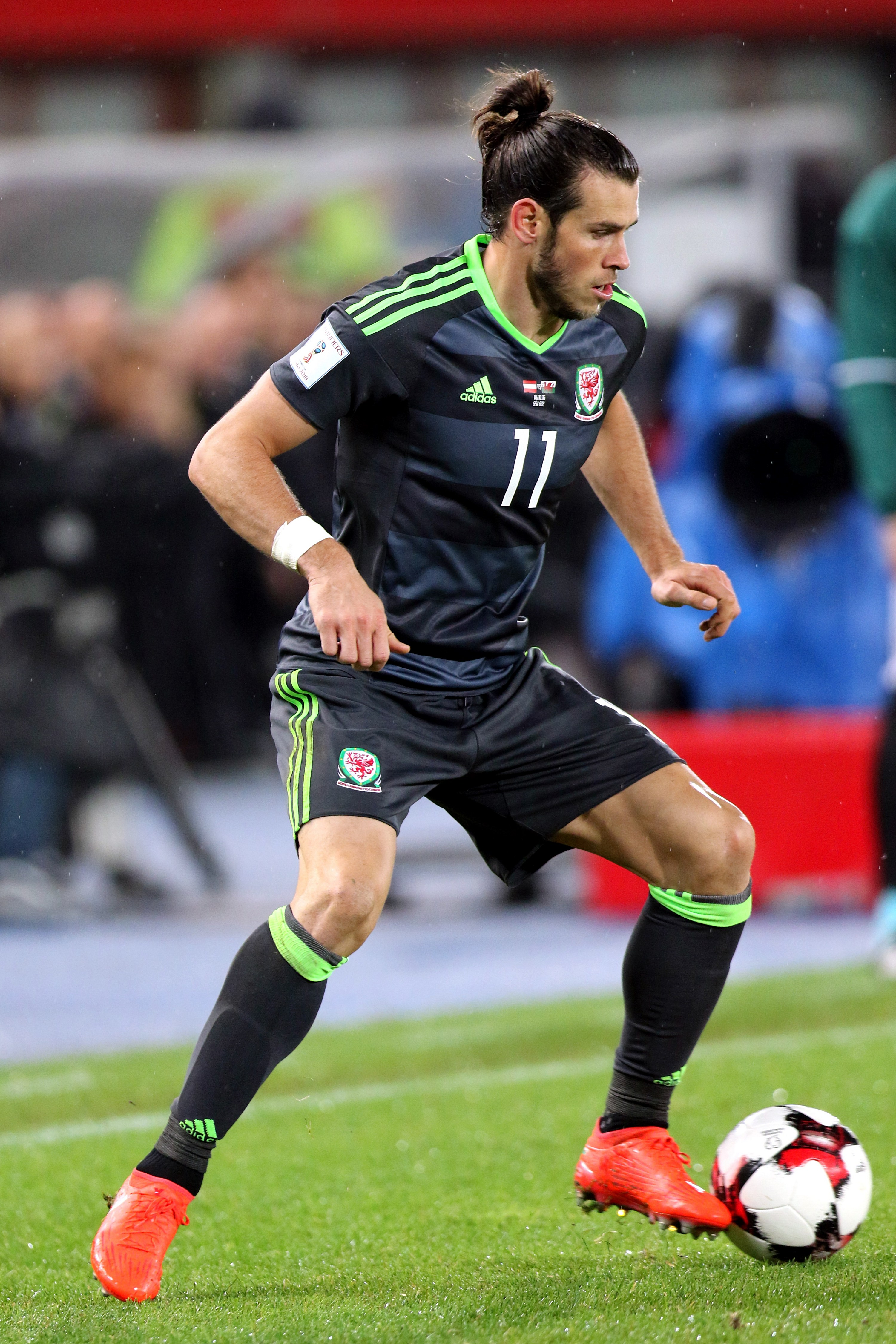
2016년 10월, 오스트리아와의 FIFA 월드컵 예선전에 출전한 웨일스의 베일.

2005-06 시즌 말인 2006년 5월 27일, 베일은 트리니다드 토바고와의 친선경기를 앞두고 웨일스 국가대표팀에 처음으로 차출되었다. 오스트리아 그라츠에서 벌어진 이 경기에서, 그는 데이비드 본과 55분에 교체로 들어가 로버트 언쇼의 2-1 결승골을 도왔다. 당시 16세 315일이었던 베일은 르윈 냐탕가가 3개월 전 세운 웨일스 국가대표팀 최연소 출전 기록을 경신했다. 이 기록은 2012년 11월에 해리 윌슨이 또 경신했다.
브라이언 플린은 베일의 기술 능력을 라이언 긱스와 견주면서 미래에 거물로 성장할 수 있는 잠재력을 지녔다고 평했다. 2006년 10월 7일, 베일은 슬로바키아와의 UEFA 유로 2008 예선전 경기에서 프리킥으로 득점해, 웨일스 성인 국가대표팀 최연소 득점자로 기록되었다.

베일은 조모의 출신 배경에 따라 잉글랜드 국가대표팀 일원이 될 수도 있지만, 2007년에 다음과 같이 말하며 거절했다: 
"웨일스를 대표한다는 것은 영광입니다...저는 제 요원을 제외하고는 잉글랜드의 그 누구와도 개인적인 관계를 맺지 않습니다."
장기간 부상으로 활동하지 못한 후, 핀란드와의 2009년 10월 10일 2010년 FIFA 월드컵 예선전에서 복귀했다. 10월 14일, 그는 리히텐슈타인과의 마지막 FIFA 월드컵 예선전 경기에서 데이비드 본의 선제골을 돕고, 두 번째 골로 이어진 프리킥을 획득했으며, 이를 통해 에런 램지가 성인 대표팀 첫 골을 넣었다.
2010년 12월, 베일은 BBC 컴리 웨일스 올해의 스포츠인으로 선정되었다. 2012년 10월 12일, 베일은 스코틀랜드와의 2014년 FIFA 월드컵 예선전에서 홀로 두 골을 넣어 2-1 승리를 견인했다.

#### UEFA 유로 2016
2014년 9월 9일, 베일은 안도라와의 UEFA 유로 2016 예선전에서, 한 골은 머리로, 한 골은 프리킥으로 넣었는데, 웨일스는 그의 두 골에 힘입어 2-1 역전승을 거두었다. 이 경기에서 두 골을 추가해 통산 14골을 득점한 베일은 존 하트슨과 함께 웨일스 국가대표팀 최다 득점 공동 10위에 올랐다. 2015년 3월 28일, 베일은 3-0으로 이긴 이스라엘 원정 경기에서도 두 골을 넣었다. 6월 12일, 자신의 50번째 국가대표팀 경기에서, 그는 벨기에와의 예선 안방 경기에서 결승골을 넣었고, 웨일스는 벨기에를 제치고 예선 B조 선두에 올랐다. 9월 3일, 그는 키프로스와의 원정 경기에서 재즈 리처즈의 크로스를 머리로 연결해 1-0 결승골을 넣어 본선 진출까지 3점만을 남겨두었다. UEFA 유로 2016의 본선 진출 (1958년 FIFA 월드컵 이래 웨일스의 첫 주요 대회 본선 진출) 을 이룩한 후인 2015년 10월 13일, 베일은 안도라와의 카디프 시 경기장에서 열린 안방 경기에서 대회 예선 7호골을 기록했다.
6월 11일, 베일은 슬로바키아와의 UEFA 유로 2016 첫 경기에서 웨일스의 첫 골을 넣어 조국의 2-1 승리를 도왔고, 그 과정에서, 조국의 58년 만의 주요 대회 본선 첫 승을 이끌었다. 그는 테리 메드윈이 헝가리와의 1958년 FIFA 월드컵 경기에서 득점한 이래 처음으로 골을 넣은 웨일스 선수였다. 그는 잉글랜드와의 조별 리그 2차전에서도 프리킥으로 골문을 열었지만, 경기는 웨일스의 1-2 역전패로 끝났다. 이 경기에서 베일은 1992년 독일의 토마스 헤슬러 이래 처음으로 UEFA 유럽 축구 선수권 대회에서 프리킥으로 두 골을 넣은 선수가 되었다. 베일은 3-0으로 이긴 러시아와의 경기에서 자신의 대회 3호골을 넣어 1958년 FIFA 월드컵에서 2골을 넣은 아이버 올처치를 제치고 웨일스의 주요 대회 역사상 최다 득점자로 이름을 올렸으며, 닐 테일러가 2-0으로 앞서는 추가골을 넣을 수 있도록 도왔다. 파르크 데 프랭스에서 벌어진 북아일랜드와의 16강전에서, 베일의 크로스는 개러스 매콜리의 자책골로 유도되어, 웨일스의 1-0 승리가 되었다. 웨일스는 7월 6일, 준결승전에서 나중에 우승을 차지한 포르투갈에게 패해 탈락했다.
2016년 9월 5일, 베일은 몰도바와의 2018년 FIFA 월드컵 예선전에서 2골을 넣어 4-0 승리를 이끌었다. 두 골을 추가한 베일은 24골로, 아이버 올처치와 트레버 포드를 제치고 28골을 기록한 이언 러시에 이어 웨일스 국가대표팀 최다 득점 2위에 올랐다.

#### 2022년 FIFA 월드컵
웨일스가 플레이오프 끝에 2022년 FIFA 월드컵 본선 진출에 성공하면서, 베일도 비로소 월드컵 데뷔전을 치렀다. 미국과 맞붙은 B조 1차전에서 후반전에 페널티킥을 성공시키며 월드컵 데뷔 골도 신고했다. 그러나 웨일스는 이후 이란과 잉글랜드에 패해 조별예선 최하위로 밀려 탈락하고 말았다.

### 영국
베일은 2012년 하계 올림픽에 참가할 수 있는 연령 조건을 만족했는데, 그는 웨일스 축구 협회의 반대에도 불구하고 영국 올림픽 축구 대표팀을 대표하여 "올림픽에 출전하고 싶다" 라고 말한 적이 있었다. 2011년 10월 28일, 베일은 영국의 2012년 런던 올림픽 축구 팬 유니폼을 입고 촬영에 임한 첫 선수였다. 이에 대응해 웨일스 축구 협회의 대표 이사 조너선 포드는: "우리의 결정은 번복되지 않았습니다. 우리는 영국 대표팀을 지지하지 않습니다. 개러스는 자신만의 선택을 할 권한이 있습니다. 그러나, 우리는 동참하는 것을 막지는 않겠습니다." 라고 말했다. 베일의 대변인은 "그는 순수 웨일스인이지만, 영국인이기도 합니다." 라고 전달했다.
2012년 6월 말, 베일은 등 부상으로 대회에 참가하지 못하게 되었다. 6월 29일, 그는 훈련에서 달리던 도중 예전의 등 및 엉덩이 부상이 재발해 대회에 참가할 수 없게 되었다고 스튜어트 피어스 영국 감독에게 말했다. 올림픽 종료부터 프리미어리그 개막까지의 짧은 회복 기간 동안, 베일은 문제를 악화시키는 대신 포기하기로 결정했다. 베일은 토트넘의 미국 시즌 전 일주에 절묘하게 맞추어 회복해 7월 24일 로스앤젤레스 갤럭시와의 경기와 일주일 후의 뉴욕 레드불스와의 경기에서 득점을 기록했다. 두 경기 사이에 베일은 리버풀과의 경기에서도 뛰었는데, 찰리 애덤에 걸려 넘어져 부상당했다.
베일의 토트넘 시즌 전 일주 기간은 영국 대표팀의 올림픽 출전 기간과 겹쳤는데, 영국은 세네갈과 비기고 아랍에미리트와 우루과이를 이긴 뒤 결선 토너먼트에 진출해 대한민국에게 승부차기로 패했다. 베일의 영국 대표팀 불참은 그에 대한 제제를 가하게 만들었는데, 그는 토트넘의 남은 시즌 전 기간 경기에 출전하지 못하도록 추진하려 했지만, 영국 대표팀의 공식 항소가 없어서 흐지부지하게 일단락되었다. 안드레 빌라스-보아스 토트넘 감독은 선수를 변호했는데, 베일이 "생각보다 빠르게 회복했을 뿐"이라고 주장했다. 구단의 입장은 영국 올림픽 위원회장 모이니한 경의 지지를 받았다.
토트넘은 베일의 영국 대표팀 불참에 관한 성명서를 발표했는데, 요약해 보면 "개러스는 스튜어트 피어스의 선수단에 합류를 앞두고 몸을 만들어 가는 과정에 부상을 당했었다. MRI 검사 결과는 FA의 의료진에 [2012년] 6월 29일 제출되었다. 그는 부상 상태를 반영하여 회복 시간을 예측할 수 없음에 따라 대표팀에 차출되지 못했다. 이 결정은 가벼히 내려진 결정이 아니고, 의료 보고서를 보고 수락한 영국 대표팀 의료진과의 상의를 통해 결정되었다."으로 쓰여져 있다.

## 플레이 스타일

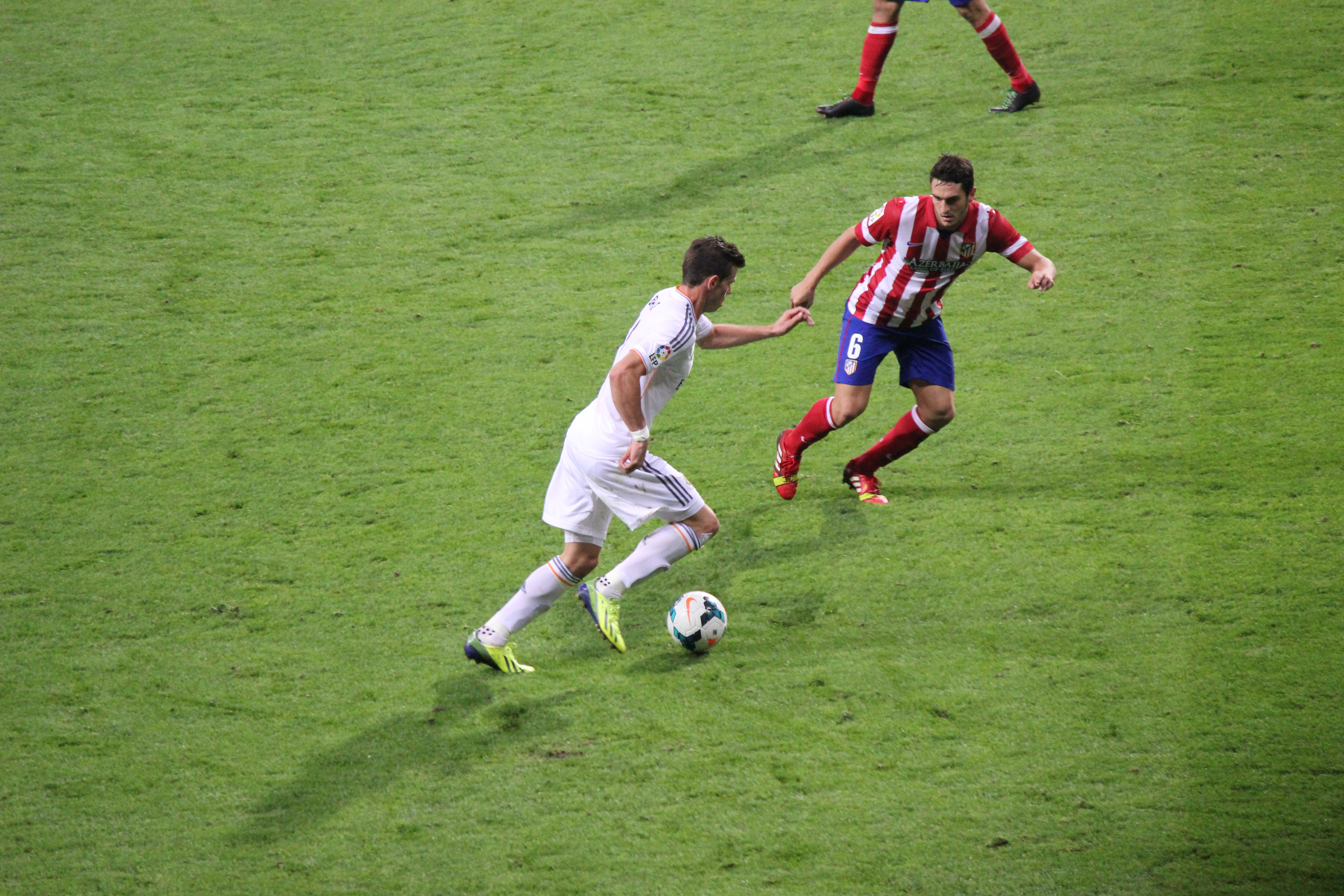
2013년, 아틀레티코 마드리드를 상대하는 베일

세계에서 가장 빠른 선수들 중 한명으로, 베일은 좌측 수비수, 혹은 측면 수비수로 프로 무대에 첫 발을 디뎠다. 토트넘 홋스퍼 시절 해리 레드냅 감독은 베일의 기동력을 알아보고, 그를 좌측 미드필더로 기용했으며, 이 역할을 수행하며 세계 정상급 선수로 성장했다. 그는 체력적 능력, 속도, 기술, 공중공 경합, 체력, 그리고 민첩성으로 알려져 있으며, 대게 가속을 사용해 수비를 제치는 것으로 알려져 있다. 훌륭한 기술력과 공을 제어하는 능력으로, 베일은 프리킥 전문가이기도 하며, 이는 리옹전에서 감기는 두 번의 프리킥 득점을 한 것으로 증명된다. 그가 더 앞쪽의 측면 공격수로 배치되면서, 그는 정기적으로 페널티 구역 바깥에서 강력하게 차 득점을 올리곤 했다. 빠르고, 강력하며, 근면하고, 역동적인 선수로, 1대1로 상대하기 까다로운 선수이며, 상대 감독은 그를 막기 위해 공을 잡으면 두 명의 선수들이 견제하게 했다.
베일은 가장 위협적인 좌측 미드필더로 성장하면서, 루이스 피구, 주제 모리뉴, 이고르 슈티마츠, 그리고 다니 아우베스 등의 전 / 현직 감독들과 선수들의 찬사를 받게 했다. 베일은 "엄청난 속도, 훌륭한 크로스 능력, 강력한 왼발, 그리고 강인한 체력적 능력"을 소유한 축구 선수로 묘사된다. 마크 로렌슨 전 리버풀 선수이자 BBC 축구 평론가는 "무엇이 가레스 베일을 특별하게 만듭니까? 간단합니다. 그는 제가 본 가장 빠른 선수들 중 한명이기 때문이지만, 그 외의 역할을 하는 장치가 있는데, 자신의 주력을 한 번 더 질주하면서 가속할 수 있는데 있습니다. 그는 엄청난 속도로 그의 기술을 사용해 임무를 수행할 수 있습니다." 라고 평했다.
2011-12 시즌, 해리 레드냅 감독은 베일에게 공격형 미드필더나 두 번째 공격수의 역할을 수행하도록 자유에 맡기기도 했다. 그 다음 시즌, 안드레 빌라스-보아스 신임 감독은 베일에게 이 임무를 더 자주 수행하게 했다.
레알 마드리드 합류 후, 베일은 측면 미드필더를 주로 맡았는데, 이번에는 크리스티아누 호날두가 좌측에 존재하기에 주로 우측에 배치되었다. 그는 좀 더 공격적인 역할을 수행해 공격수나 중앙 공격수로 배치되기도 했다.

### 평가
2010년 11월 2일, 인테르나치오날레와의 UEFA 챔피언스리그 조별 리그 경기 후, 그의 동료인 라파엘 판 데르 파르트는 "모두가 그 [베일]를 두려워 한다. 마이콩은 세계 최고의 수비수들 중 한명이지만, 그가 완전히 압도해버렸다." 라고 말했다.

같은 경기의 평가를 한 스페인의 엘 문도지는 다음과 같이 평했다: 
베일은 신장과 800미터 주자 스티브 오예트와 같은 가속력, 럭비의 측면 선수와 브라이언 하바나와 같은 결단력을 지녔다. 그리고, 목적지에 도달하면 브라질 선수들처럼 휘는 크로스를 합니다. 한마디요? 예, 하지만 그게 베일이 어떤지에 관한 것입니다. - 선택의 망설임 없이 그는 한 달을 인상적으로 시작했고, UEFA 챔피언스리그 조별 리그 절반의 막을 내렸습니다. 인테르나치오날레에서의 두 경기에 베일을 상대해본 마이콩과 상의해 보세요. 어제, 그는 마이콩을 완전히 제압해버렸고, 교활한 늙은 여우 같은 루시우도 비행기 꼬리의 기류를 타고 따라간 것처럼 어안이 벙벙햇습니다. 3골 2도움을 - 전 대회 유럽 정상을 상대로 기록했습니다. 그의 활약은 매우 놀라웠습니다.

2011년 12월 27일, 노리치 시티전에서 베일이 두 골을 넣자 레드냅 감독은 다음과 같이 인터뷰에 임했다: 
우리는 판다면, 우리가 가져갔을 겁니다, 그렇지 않습니까? 바르셀로나, 맨체스터 시티, 혹은 레알 마드리드만이 그의 이적료를 부담할 수 있는 수준입니다. 그는 훌륭한 선수입니다. 그는 모든 것을 가지고 있고, 그의 모든 과정에 결점이 없습니다. 그는 공을 머리로 넣을 수 있고, 황소처럼 강인하고, 달릴 수 있으며, 공을 끌고가 넣을 수도 있습니다. 가장 중요한 것은, 그는 멋진 녀석입니다.

2012년 인터뷰에서, 맨체스터 시티의 측면 수비수 마이카 리처즈는 베일이 자신이 상대한 가장 어려운 상대였다며 다음과 같이 말했다: 
"그는 나에게 3센티미터는 더 커 보이게 했습니다. 그는 저를 완전히 박살냈지요. 그는 뛰는 것을 멈추지 않았습니다. 어이가 없네요."

레드냅 감독은 2012년 10월, 베일에 대해 입을 열어 칭찬하며, 그가 크리스티아누 호날두나 리오넬 메시와 동급이라고 평가했다: 
"그는 놀랍고, 경이로운 재능의 소유자이며 그는 세계의 호날두들과 메시들 중 한 명이며, 그는 더 나아지고 있습니다. 그는 경기에서 임하면 상대하기가 거의 불가능합니다. 그는 진짜로 세계적인 선수입니다. 그를 상대할 자 누구도 없지요. 그는 어느 구단에 합류하든지 간에 전력을 상승시킬 수 있습니다."
베일은 일부 영국 언론들로부터 다이빙을 남발하는 것으로 질타를 받기도 했다. 그러나, 이 주장은 베일 본인, 레드냅 전 토트넘 감독, 그리고 크리스 콜먼 웨일스 국가대표팀 감독이 부인했다. 2012년 12월 29일, 그는 2012-13 시즌 3호 다이빙 경고를 받았다. 이는 그가 2011-12 시즌부터 다이빙으로 받은 카드 수를 합산하면 5개째로, 당시 그를 제외하고 프리미어리그에서 다이빙으로 경고를 받은 선수는 두 번 받은 선수들이었다. 2008년 8월부터 프리미어리그를 떠나기 전까지, 그는 다이빙으로 8차례 경고를 받았었다. 그 외에 다이빙으로 가장 많은 경고를 받은 선수들은 3번의 경고를 받았었다.

## 경력 통계

### 클럽 기록
2022년 12월 31일 기준
| 클럽          | 시즌      | 리그 | 리그 | 컵   | 컵 | 리그 컵 | 리그 컵 | 유럽 | 유럽 | 기타1 | 기타1 | 합계 | 합계 |
| 클럽          | 시즌      | 출장 | 골   | 출장 | 골 | 출장    | 골      | 출장 | 골   | 출장  | 골    | 출장 | 골   |
| ------------- | --------- | ---- | ---- | ---- | -- | ------- | ------- | ---- | ---- | ----- | ----- | ---- | ---- |
| 사우샘프턴    | 2005–06   | 2    | 0    | 0    | 0  | 0       | 0       | 0    | 0    | 0     | 0     | 2    | 0    |
| 사우샘프턴    | 2006–07   | 38   | 5    | 1    | 0  | 3       | 0       | 0    | 0    | 1     | 0     | 43   | 5    |
| 사우샘프턴    | 합계      | 40   | 5    | 1    | 0  | 3       | 0       | 0    | 0    | 1     | 0     | 45   | 5    |
| 토트넘 홋스퍼 | 2007–08   | 8    | 2    | 0    | 0  | 1       | 1       | 3    | 0    | 0     | 0     | 12   | 3    |
| 토트넘 홋스퍼 | 2008–09   | 16   | 0    | 2    | 0  | 5       | 0       | 7    | 0    | 0     | 0     | 30   | 0    |
| 토트넘 홋스퍼 | 2009–10   | 23   | 3    | 8    | 0  | 3       | 0       | 0    | 0    | 0     | 0     | 34   | 3    |
| 토트넘 홋스퍼 | 2010–11   | 30   | 7    | 0    | 0  | 0       | 0       | 11   | 4    | 0     | 0     | 41   | 11   |
| 토트넘 홋스퍼 | 2011–122  | 36   | 9    | 4    | 2  | 0       | 0       | 2    | 1    | 0     | 0     | 42   | 12   |
| 토트넘 홋스퍼 | 2012–13   | 33   | 21   | 2    | 1  | 1       | 1       | 8    | 3    | 0     | 0     | 44   | 26   |
| 토트넘 홋스퍼 | 2020-21   | 20   | 11   | 2    | 1  | 2       | 1       | 10   | 3    | -     | -     | 34   | 16   |
| 토트넘 홋스퍼 | 합계      | 166  | 53   | 18   | 3  | 12      | 3       | 41   | 11   | 0     | 0     | 237  | 71   |
| 레알 마드리드 | 2013–14   | 27   | 15   | 5    | 1  | —       | —       | 12   | 6    | 0     | 0     | 44   | 22   |
| 레알 마드리드 | 2014–15   | 31   | 13   | 2    | 0  | —       | —       | 10   | 2    | 5     | 2     | 48   | 17   |
| 레알 마드리드 | 2015–16   | 23   | 19   | 0    | 0  | —       | —       | 8    | 0    | —     | —     | 31   | 19   |
| 레알 마드리드 | 2016–17   | 19   | 7    | 0    | 0  | —       | —       | 8    | 2    | 0     | 0     | 27   | 9    |
| 레알 마드리드 | 2017–18   | 26   | 16   | 2    | 1  | —       | —       | 7    | 3    | 4     | 1     | 39   | 21   |
| 레알 마드리드 | 2018–19   | 29   | 8    | 3    | 0  | —       | —       | 7    | 3    | 3     | 3     | 42   | 14   |
| 레알 마드리드 | 2019–20   | 16   | 2    | 1    | 1  | —       | —       | 3    | 0    | 0     | 0     | 20   | 3    |
| 레알 마드리드 | 2021-22   | 5    | 1    | 0    | 0  | -       | -       | 2    | 0    | 0     | 0     | 7    | 1    |
| 합계          | 합계      | 176  | 81   | 13   | 3  | —       | —       | 57   | 16   | 12    | 6     | 258  | 106  |
| LAFC          | 2022      | 12   | 2    | -    | -  | -       | -       | -    | -    | 1     | 1     | 13   | 3    |
| 경력 합계     | 경력 합계 | 394  | 141  | 32   | 7  | 15      | 3       | 98   | 27   | 14    | 7     | 553  | 185  |

1 풋볼 리그 챔피언십 플레이오프, 수페르코파 데 에스파냐, UEFA 슈퍼컵, 그리고 FIFA 클럽 월드컵 경기 포함

2  토트넘 득점 기록은 자책골로 판정된 2011년 11월 6일, 풀럼전 골을 누락했다. 

### 국가대표팀 기록
2022년 12월 31일 기준
| 웨일스 국가대표팀 | 웨일스 국가대표팀 | 웨일스 국가대표팀 |
| 연도              | 출장              | 골                |
| ----------------- | ----------------- | ----------------- |
| 2006              | 4                 | 1                 |
| 2007              | 7                 | 1                 |
| 2008              | 5                 | 0                 |
| 2009              | 7                 | 0                 |
| 2010              | 4                 | 1                 |
| 2011              | 6                 | 3                 |
| 2012              | 5                 | 3                 |
| 2013              | 5                 | 2                 |
| 2014              | 5                 | 3                 |
| 2015              | 6                 | 5                 |
| 2016              | 11                | 7                 |
| 2017              | 3                 | 0                 |
| 2018              | 6                 | 5                 |
| 2019              | 9                 | 2                 |
| 2020              | 4                 | 0                 |
| 2021              | 13                | 3                 |
| 2022              | 11                | 5                 |
| 합계              | 111               | 41                |

### 국가대표팀 득점 기록
2018년 3월 22일 기준. 아래의 점수에서 왼쪽의 점수가 웨일스의 점수이며, 점수 열은 베일의 득점 이후의 점수 상황을 나타낸다.
| #  | 날짜             | 경기장                                      | 출장 횟수 | 상대           | 점수 | 최종결과 | 대회                    |
| -- | ---------------- | ------------------------------------------- | --------- | -------------- | ---- | -------- | ----------------------- |
| 1  | 2006년 10월 7일  | 밀레니엄 스타디움, 카디프, 웨일스           | 3         | 슬로바키아     | 1–2  | 1–5      | UEFA 유로 2008 예선     |
| 2  | 2007년 3월 28일  | 밀레니엄 스타디움, 카디프, 웨일스           | 6         | 산마리노       | 2–0  | 3–0      | UEFA 유로 2008 예선     |
| 3  | 2010년 10월 12일 | 장크트 야코프 파르크, 바젤, 스위스          | 27        | 스위스         | 1–1  | 1–4      | UEFA 유로 2012 예선     |
| 4  | 2011년 10월 7일  | 리버티 스타디움, 스완지, 웨일스             | 31        | 스위스         | 2–0  | 2–0      | UEFA 유로 2012 예선     |
| 5  | 2011년 10월 11일 | 바실 레프스키 국립 경기장, 소피아, 불가리아 | 32        | 불가리아       | 1–0  | 1–0      | UEFA 유로 2012 예선     |
| 6  | 2011년 11월 12일 | 카디프 시티 스타디움, 카디프, 웨일스        | 33        | 노르웨이       | 1–0  | 4–1      | 친선경기                |
| 7  | 2012년 9월 11일  | 스타디온 카라조르제, 노비사드, 세르비아     | 36        | 세르비아       | 1–2  | 1–6      | 2014년 FIFA 월드컵 예선 |
| 8  | 2012년 10월 12일 | 카디프 시티 스타디움, 카디프, 웨일스        | 37        | 스코틀랜드     | 1–1  | 2–1      | 2014년 FIFA 월드컵 예선 |
| 9  | 2012년 10월 12일 | 카디프 시티 스타디움, 카디프, 웨일스        | 37        | 스코틀랜드     | 2–1  | 2–1      | 2014년 FIFA 월드컵 예선 |
| 10 | 2013년 2월 6일   | 리버티 스타디움, 스완지, 웨일스             | 39        | 오스트리아     | 1–0  | 2–1      | 친선경기                |
| 11 | 2013년 3월 26일  | 리버티 스타디움, 스완지, 웨일스             | 41        | 크로아티아     | 1–0  | 1–2      | 2014년 FIFA 월드컵 예선 |
| 12 | 2014년 3월 5일   | 카디프 시티 스타디움, 카디프, 웨일스        | 44        | 아이슬란드     | 3–1  | 3–1      | 친선경기                |
| 13 | 2014년 9월 9일   | 에스타디 나시우날, 안도라라벨랴, 안도라     | 45        | 안도라         | 1–1  | 2–1      | UEFA 유로 2016 예선     |
| 14 | 2014년 9월 9일   | 에스타디 나시우날, 안도라라벨랴, 안도라     | 45        | 안도라         | 2–1  | 2–1      | UEFA 유로 2016 예선     |
| 15 | 2015년 3월 28일  | 사미 오페르 경기장, 하이파, 이스라엘        | 49        | 이스라엘       | 2–0  | 3–0      | UEFA 유로 2016 예선     |
| 16 | 2015년 3월 28일  | 사미 오페르 경기장, 하이파, 이스라엘        | 49        | 이스라엘       | 3–0  | 3–0      | UEFA 유로 2016 예선     |
| 17 | 2015년 6월 12일  | 카디프 시티 스타디움, 카디프, 웨일스        | 50        | 벨기에         | 1–0  | 1–0      | UEFA 유로 2016 예선     |
| 18 | 2015년 9월 3일   | GSP 스타디움, 니코시아, 키프로스            | 51        | 키프로스       | 1–0  | 1–0      | UEFA 유로 2016 예선     |
| 19 | 2015년 10월 13일 | 카디프 시티 스타디움, 카디프, 웨일스        | 54        | 안도라         | 2–0  | 2–0      | UEFA 유로 2016 예선     |
| 20 | 2016년 6월 11일  | 누보 스타드 드 보르도, 보르도, 프랑스       | 56        | 슬로바키아     | 1–0  | 2–1      | UEFA 유로 2016          |
| 21 | 2016년 6월 16일  | 스타드 볼라르트 들렐리스, 랑스, 프랑스      | 57        | 잉글랜드       | 1–0  | 1–2      | UEFA 유로 2016          |
| 22 | 2016년 6월 20일  | 스타디움 뮈니시팔, 툴루즈, 프랑스           | 58        | 러시아         | 3–0  | 3–0      | UEFA 유로 2016          |
| 23 | 2016년 9월 5일   | 카디프 시티 스타디움, 카디프, 웨일스        | 62        | 몰도바         | 3–0  | 4–0      | 2018년 FIFA 월드컵 예선 |
| 24 | 2016년 9월 5일   | 카디프 시티 스타디움, 카디프, 웨일스        | 62        | 몰도바         | 4–0  | 4–0      | 2018년 FIFA 월드컵 예선 |
| 25 | 2016년 10월 9일  | 카디프 시티 스타디움, 카디프, 웨일스        | 64        | 조지아         | 1–0  | 1–1      | 2018년 FIFA 월드컵 예선 |
| 26 | 2016년 11월 12일 | 카디프 시티 스타디움, 카디프, 웨일스        | 65        | 세르비아       | 1–0  | 1–1      | 2018년 FIFA 월드컵 예선 |
| 27 | 2018년 3월 22일  | 광시 스포츠 센터 경기장, 난닝, 중국         | 69        | 중화인민공화국 | 1–0  | 6–0      | 2018년 차이나컵         |
| 28 | 2018년 3월 22일  | 광시 스포츠 센터 경기장, 난닝, 중국         | 69        | 중화인민공화국 | 2–0  | 6–0      | 2018년 차이나컵         |
| 29 | 2018년 3월 22일  | 광시 스포츠 센터 경기장, 난닝, 중국         | 69        | 중화인민공화국 | 6–0  | 6–0      | 2018년 차이나컵         |

## 수상

#### 토트넘 홋스퍼
- 리그컵 : 2007-08

#### 레알 마드리드 CF
- 라리가 : 2016–17, 2019–20, 2021–22
- 국왕컵 : 2013-14[120]
- 수페르코파 데 에스파냐 : 2017
- UEFA 챔피언스리그: 2013–14, 2015–16, 2016–17, 2017–18, 2021–22
- UEFA 슈퍼컵: 2014,[125] 2017
- FIFA 클럽 월드컵: 2014, 2017, 2018

#### LAFC
- MLS컵 : 2022
- 서포터스 쉴드 : 2022

### 개인
- FAW 올해의 신인 선수: 2007[214]
- BBC 컴리 웨일스 카윈 제임스 올해의 신인 스포츠인: 2006[32]
- BBC 컴리 웨일스 올해의 스포츠인: 2010[215]
- 토트넘 올해의 신인 선수: 2009–10,[216] 2010–11[217]
- 토트넘 올해의 선수 : 2012-13
- 웨일스 올해의 선수: 2010,[60] 2011,[218] 2013,[219] 2014,[220] 2015,[221] 2016[222]
- PFA 올해의 팀: 2010–11,[66] 2011–12,[223] 2012–13[93]
- PFA 올해의 선수: 2010–11,[66] 2012–13[93]
- PFA 올해의 영플레이어: 2012–13[93]
- FWA 올해의 선수: 2012–13[224]
- 프리미어리그 올해의 선수 : 2012-13
- 프리미어리그 이달의 선수상: 2010년 4월,[225] 2012년 1월,[74] 2013년 2월[226]
- 챔피언십 올해의 팀 : 2006-07
- FIFA 클럽 월드컵 골든볼 : 2018
- UEFA 챔피언스리그 시즌의 팀: 2015–16[227]

- UEFA 올해의 팀 : 2011,[228] 2013[229]
- ESM 올해의 팀: 2013[230]
- EFL 어워드 금년대의 팀 : 2015[231]
- UEFA 유로 2016 MoM : vs. 북아일랜드 (16강전)

#### 서훈
- 대영제국 훈장 5등급 (MBE) : 2022

## 축구 영역 외에서

### 사생활
베일은 그의 고등학교 연인인 파트너 에마 리스존스와 함께 마드리드에 살고 있다. 그들의 첫 두 아이는 카디프에서 태어났다. 한 명은 2012년 10월 21일에 태어났고 다른 한 명은 2016년 3월 22일에 태어났다. 2016년 7월 17일, 베일은 리스존스와의 약혼을 발표했다. 2018년 3월 9일, 베일은 그와 그의 약혼녀가 세 번째 아이를 기대하고 있다고 발표했다. 2018년 5월 8일, 부부는 세 번째 아이의 탄생을 발표했다. 그들은 2019년 6월에 결혼했다.

### 상표 등록
2013년 3월 26일, 베일은 지적재산청에 자신이 골을 자축할 때 하는 심장 모양 손동작과 등번호 (11번) 을 자신과 관련된 옷이나 신발 등에 쓸 수 있도록 등록 상표를 제출했다.

### 후원과 부
베일은 EA 스포츠의 전자오락 FIFA 시리즈 영국, 아일랜드, 그리고 중동판 FIFA 14의 표지에 세계판 표지 모델인 리오넬 메시와 함께 나왔다. 그가 골을 자축할 때의 '심장 모양' 손동작은 FIFA 14에 구현되어 있다.
베일은 이전에, 그리고 현재 다수의 업체들과 후원 계약을 맺었는데, 아디다스, EA 스포츠, 루코제이드, 그리고 BT 스포츠가 현재 그를 후원한다. 그는 레알 마드리드에서 £15M의 연봉을 받으며, 후원 계약으로 £10M을 받는 것으로 추산되었다. 2014년 3월, 베일은 아디다스 F50 초경량 축구화를 착용한 첫 선수였다.

### 자선 활동
2014년 11월, 베일은 FIFA의 "11대 에볼라" 캠페인에 크리스티아누 호날두, 네이마르, 샤비 그리고 아프리카 대표의 디디에 드로그바와 같은 정상급 선수들과 동참했다. "함께하면, 우리는 에볼라를 이길 수 있다"는 모토에 FIFA의 캠페인은 아프리카 축구 연맹과 건강 전문가가 함께 했고, 선수들은 에볼라의 위험을 알리고 어떻게 대항 할 수 있을지에 대한 11가지 메시지를 들었다.
가레스 베일은 레알마드리드에서 가장 많은 주급을 받았다.

## 같이 보기
- A매치 100경기 이상 출전한 축구 선수 명단